# 프란치스코 하비에르
성 프란치스코 하비에르(라틴어: Sanctus Franciscus Xaverius 프란치스코 사베리오[*], 스페인어: Francisco Javier 프란시스코 하비에르[*], 바스크어: Frantzisko Xabier 프란치스코 샤비에르); (1506년 4월 7일 ~ 1552년 12월 2일)는 나바라 왕국(지금의 스페인 바스크) 하비에르 출신의 가톨릭 선교사이자 로마 가톨릭교회 소속인 예수회의 공동 창설자이다. 1549년, 일본에 최초로 가톨릭을 전한 사람이며 '동양의 사도'로 불린다. 축일은 12월 3일이다.

## 생애

### 신학수업
하비에르는 1506년 나바라 왕국에서 고위귀족의 아들로 태어났다. 하지만 나바라를 지배하려는 프랑스와 에스파냐간의 전쟁(1512년 ~ 1524년)에서 에스파냐가 승리하면서, 그의 집안은 몰락하였다. 그의 아버지는 나바라의 하급 귀족이 되었고, 형들도 몰락한 왕국의 군인출신으로 어려운 생활을 하였다. 하비에르는 9세때 사제인 미켈로부터 세례를 받았으며, 프란체스코라는 세례명을 받았다. 미켈 신부로부터 신학수업에 필요한 헬라어, 라틴어문학과 문법을 배운 하비에르 소년은 이들 언어로 된 가톨릭 문헌을 읽을 수 있었고, 덕분에 신학이 깊은 수준에 이르게 되었다. 파리대학교와 성 바르브 학교(1530년 입학) 학생시절 이냐시오 데 로욜라를 알게 된 그는 예수회 창립일원이 되었다. 성직자로서의 기본적인 소양을 갖추게 된 하비에르는 사제서품을 받았다.

### 인도 선교활동

하비에르의 선교 여정

교황 바오로 3세가 1540년에 예수회를 정식 승인하면서 스페인과 포르투갈 왕에게 성직자를 자유롭게 임명해 파송할 수 있는 권한을 부여하였다. 이후 포르투갈 왕 주앙 3세가 인도 식민지에 보낼 선교사를 구하자 당시 예수회 원장이었던 로욜라가 평소 선교 소명에 가득차 있던 하비에르를 추천하였다. 청빈, 정결, 순종을 서약한후 선교사가 된 하비에르는 1541년 4월 7일 리스본을 출발하여 1542년 5월 6일 인도 고아에 도착하였다. 가톨릭 교리해설서와 성가를 현지말로 번역하는 등 활발한 전교활동을 했으며, 교회 지도자를 키우기 위해 고아 대학교를 설립하였다. 1542~48년까지 인도반도 연안, 세일론섬, 말라카, 물루카제도에까지 정력적으로 포교여행을 하였다.

### 일본 선교활동
종교개혁 후 개신교로 전향한 사람들의 전도를 막기 위해 직접 선교에 나선 그는 포르투갈사람인 알파르스 선장을 통해 사쓰마국 태생의 일본인 부시(武士) 야지로를 알게 되었다. 하비에르는 야지로(바오로 디 산타후에), 야지로의 동생(요한네스), 야지로의 부하(안토니오)에게 기독교 교리를 가르쳐, 1548년 3월 성령강림주일에 세례를 받게 하였다. 야지로가 포르투갈말을 잘하게 되자, 하비에르는 1549년 8월 15일 야지로를 포함한 7명의 일행(로마 가톨릭 사제, 수도사, 중국인 봉사자 등)들과 일본 최남단 사쓰마 국과 오스미국에서 전도하기 시작했다. 1549년 9월 29일 하비에르 일행은 다이묘 시마즈 다카히사(島津隆久)의 초대로 그의 성에 갔는데, 하비에르 일행은 이곳에서 다카히사에게 화승총을 선물했다. 다이묘는 크게 기뻐하며 전도를 허용하는 것은 물론 종교의 자유도 인정하였다. 이에 자신감을 얻은 하비에르 신부는 《예수의 길》이라는 가톨릭 책을 일본어로 발간했다. 당시 하비에르의 기록을 보면 그가 일본에 대해 어떻게 생각했는지 그리고 당시 일본문화가 어떠했는지 알 수 있다.
일본 사람들은 대단히 예의가 바른 사람들인데, 잘 사는 것보다 명예를 중요하게 생각합니다. 무기를 무척 중요하게 여겨서 남자는 14세가 되면 항상 칼을 옆에 차고 다닙니다. 사무라이는 가난을 부끄럽게 여기지 않고, 무기를 항상 갖고 다니며, 다이묘에게 충성을 바치는 일을 무척 중요하게 생각합니다.

하비에르 신부는 《공교요리》(公敎要理)라는 가톨릭 교리해설서를 쓰기도 했는데, 이를 읽고 감명받은 베르나르도라는 무사가 하비에르 신부에게 세례를 받았다. 하비에르 신부는 베르나르도를 일본 교회의 지도자로 만들기 위해 예수회에 가입시켰으며, 로마에 보내 신학공부도 하게 했다. 얼마후에는 미켈이라는 농부를 포함한 15명이 신자가 되었으며, 1년간의 전도로 1백명에서 1백 50명이 신자가 되었다. 하지만 불교 신자들의 반발로 다카히사가 그리스도교에 대해 차가운 모습을 보이자, 하비에르는 야지로에게 교인들을 맡기고 교토로 가 고나라 천황에게서 선교에 대한 칙허를 받잡고자 했다. 1551년 하비에르 신부는 히라도섬과 나가토국, 스오국을 거쳐 교토에 갔지만, 천황 알현을 실패하고 별다른 성과 없이 다시 스오 국에 되돌아갔다. 예수회는 스오(周防) 국주 오우치 요시타카(大内義隆)에게 화승총 등을 선물하자 이에 크게 기뻐하며 대도사라는 빈 절을 교회로 내줄 정도로 하비에르의 전도활동을 도와주었다.

### 사망
중국 선교를 하기 위해 1552년 8월에 중국 광저우(廣州)에서 30마일 떨어진 상천도(上川島)에 도착하였다. 명나라의 해금(海禁) 정책 때문에 대륙에 바로 입국할 수는 없었다. 상천도에 체류하던중 중국 상인에게 에스파냐 은화 200을 주고 광저우 진입을 약속받았으나 변심한 상인이 나타나지 않아 결국 상륙에 실패하였다. 그러던중에 1552년 12월 20일 밤, 외딴 섬의 한 천막 속에서 열병으로 쓰러진후 객사하였다. 그의 시체는 상천도에 매장되었다가 이듬해에 말라카로, 1554년에 다시 고아로 이장되었다. 그는 사후 가톨릭 성자(聖者)로 시성(諡聖)되고, 상천도는 천주교의 성지로 되었다. 명 , 청대에는 그곳에 기념비와 기념 성당이 있었다.

## 하비에르 기념교회
하비에르가 전도활동을 한 가고시마와 야마구치에는 하비에르 기념교회가 있다. 야마구치의 하비에르 기념교회는 1952년 전 세계 로마 가톨릭 신자들의 건축 헌금으로 세워진 교회로서, 로마네스크 양식이다. 가고시마의 하비에르 상륙 기념교회는 1908년 세워졌으나, 제2차 세계대전으로 파괴되어 1949년 당시 교황 비오 12세의 기부금으로 재건되었다. 건축양식은 고딕양식이다. 1622년 3월 성인으로 시성되었으며 모든 선교사의 수호성인이다. 성 바오로 이후 가장 많은 사람을 그리스도교에 입교시켰다고 알려져 있다.

## 하비에르 평전
하비에르 평전으로는 교회사학자인 김상근 교수(연세대학교 신과대학)가 쓴 《프란치스코 하비에르》(김상근 지음, 홍성사, 2010년 만듦)가 있다.

## 문화

### 덴푸라
하비에르는 약 2년간 일본에 머물렀다. 이때 하비에르와 함께 일본에 온 일행들이 카톨릭의 금육일(禁肉日)을 지키기 위해 고기 대신에 생선과 야채를 기름에 튀겨 먹었고 자연스럽게 튀김 요리 문화가 전래되었다. 일본은 튀김 문화가 크게 발달하지 못했었는데, 이때 포르투갈인들의 영향으로 덴푸라(일본어: 天ぷら) 같은 튀김 요리가 점차 생겨났다. 일본어 "덴푸라(天ぷら)"의 어원은 "사계제일(四季齊日)"을 뜻하는 포르투갈어 "템포라(têmpora)"에서 유래했다는 것이 정설이다.
에도막부는 유채기름 증산을 주도하였고 튀김요리는 서민들도 먹을 수 있는 대중적인 음식이 되었다. 메이지유신(1868년) 때에는 기존에 금기시 했던 육식에 대한 해금령이 내려지자 돈가스를 비롯해 갖가지 서양의 튀김요리가 유행하게 되었다.

### 화투의 기원
화투는 한국의 민속놀이로 분류되기도 하지만 한국 고유의 오락이 아니라 19세기경 일본에서 들어온 것이다. 그러나 전파자나 화투에 관한 명칭이나 발생, 전달 과정을 정확하게 알 수 없다. 대체로 포르투갈에서 비롯된 ‘카르타(carta)놀이 딱지’가 16세기 후반경에 포르투갈 상인들이 일본에 무역차 출입하였을 때 전하여졌을 것으로 추정된다. 일본에 카톨릭 선교가 이루어진 후 양국간에 무역이 시작되어 왕래가 활발해졌기 때문이다. 일본인들이 ‘카르타(carta)를 본떠 하나후다(일본어: 花札 はなふだ)를 만들어 사용하였고, 이것이 19세기경이나 일제강점기때에 한반도로 전해졌다고 알려져 있다. 이 하나후다가 1950년경에 한국에서 디자인이 변형되어 대중에게 보급되었다.

## 같이 보기
- 삭발례
- 조치 대학
- 데지마
- 난학